# Los Barrios
Los Barrios este un municipiu în provincia Cádiz, Andaluzia, Spania cu o populație de 17.915 locuitori.